# IWGP Intercontinental Championship
El IWGP Intercontinental Championship (Campeonato Intercontinental de la IWGP, en español) fue un campeonato de lucha libre profesional, perteneciente a la New Japan Pro-Wrestling (NJPW). El acrónimo "IWGP" son las iniciales del organismo rector de la NJPW, el International Wrestling Grand Prix (Gran Premio Internacional de Lucha Libre, en español). El último campeón fue Kota Ibushi, quien unificó el título con el Campeonato Peso Pesado de la IWGP luego de defenderlo por última vez ante El Desperado en el evento 49th Anniversary Event.
Hasta la fecha de su retiro, fue el tercer campeonato individual de menor antigüedad dentro de la compañía , después del Campeonato Peso Pesado de los Estados Unidos de la IWGP y el Campeonato de Peso Abierto NEVER, pero se presenta como uno de los de mayor prestigio, solo por debajo del Campeonato Peso Pesado de la IWGP. Los combates por el campeonato suelen ser regulares en los eventos pago por visión (PPV) y estar ubicados en la parte alta de la cartelera.
Tras su establecimiento en 2011, fue clasificado como un campeonato secundario. En 2012, se creó el Campeonato de Peso Abierto NEVER también como un campeonato secundario. Ambos campeonatos no poseen una división o categoría de exclusividad para ser ganado o defendido por una clase de luchador específico. Además, junto con el Campeonato de Peso Abierto y el Campeonato Peso Pesado, el Campeonato Intercontinental accede a su portador a ser un potencial Campeón de Tres Coronas (新日本トリプルクラウン Shin Nihon Toripuru Kuraun, en japonés; Triple Corona de New Japan, en español).

## Historia

### Torneo por el título

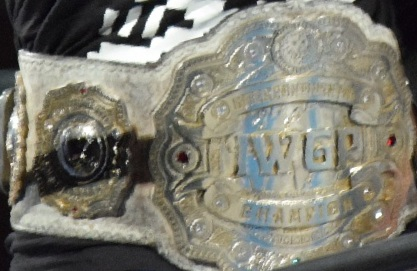
Cinturón con el último diseño del campeonato antes de su reparación en 2017.

El 3 de octubre de 2010, la empresa estadounidense Jersey All Pro Wrestling anunció que alcanzó un acuerdo con NJPW para que la promoción japonesa organice su primer evento en los Estados Unidos. El 4 de enero de 2011, NJPW oficialmente anunció tres eventos con el título NJPW Invasion Tour 2011: Attack on East Coast, los cuales se llevarían a cabo el 13 de mayo en Rahway, Nueva Jersey, el 14 de mayo en Nueva York y el 15 de mayo en Filadelfia, Pensilvania, y al día siguiente agregó que durante esa gira, la promoción introduciría el Campeonato Intercontinental de la IWGP, con el campeón inaugural a ser coronado en la final de un torneo entre los tres eventos. Los participantes para el torneo fueron anunciados el 8 de abril de 2011. La lista de los participantes incluyó al excompetidor de la World Wrestling Entertainment, MVP, quien firmó contrato con NJPW en enero de 2011, Kazuchika Okada, quien incursionó en Total Nonstop Action Wrestling (TNA) desde febrero de 2010, Hideo Saito, quien participó en una gira por la empresa puertorriqueña World Wrestling Council de septiembre de 2010, los excampeones en Parejas de la IWGP y en Parejas Peso Pesado Junior de la IWGP Tetsuya Naito y Yujiro Takahashi del stable No Limit respectivamente, los regulares de NJPW Tama Tonga y Toru Yano, además del luchador independiente Dan Maff, quien hizo su primera aparición en NJPW durante la gira. El 6 de mayo se anunció que Tonga sufrió una lesión, lo que lo forzó a retirarse del torneo. Fue reemplazado por el excompetidor de la TNA y Ring of Honor Josh Daniels. El 15 de mayo, MVP derrotó a Yano en la final del torneo para convertirse en el campeón inaugural.

#### Desarrollo
|  | Cuartos de final | Cuartos de final | Cuartos de final |                  |           | Semifinales | Semifinales | Semifinales |  |     | Final | Final | Final |  |
|  |                  |                  |                  |                  |           |             |             |             |  |     |       |       |       |  |
|  |                  |                  |                  |                  |           |             |             |             |  |     |       |       |       |  |
|  | MVP              | MVP              | Sub              |                  |           |             |             |             |  |     |       |       |       |  |
|  | MVP              | MVP              | Sub              |                  |           |             |             |             |  |     |       |       |       |  |
|  | Kazuchika Okada  | Kazuchika Okada  | 12:45            |                  |           |             |             |             |  |     |       |       |       |  |
|  | Kazuchika Okada  | Kazuchika Okada  | 12:45            |                  | MVP       | MVP         | Sub         |             |  |     |       |       |       |  |
|  |                  |                  |                  |                  | MVP       | MVP         | Sub         |             |  |     |       |       |       |  |
|  |                  |                  | Tetsuya Naito    | Tetsuya Naito    | 10:57     |             |             |             |  |     |       |       |       |  |
|  | Josh Daniels     | Josh Daniels     | Tetsuya Naito    | Tetsuya Naito    | 10:57     | Pin         |             |             |  |     |       |       |       |  |
|  | Josh Daniels     | Josh Daniels     |                  |                  |           |             |             |             |  |     |       |       |       |  |
|  | Tetsuya Naito    | Tetsuya Naito    | 12:28            |                  |           |             |             |             |  |     |       |       |       |  |
|  | Tetsuya Naito    | Tetsuya Naito    | 12:28            |                  |           |             |             |             |  | MVP | MVP   | Sub   |       |  |
|  |                  |                  |                  |                  |           |             |             |             |  | MVP | MVP   | Sub   |       |  |
|  |                  |                  | Toru Yano        | Toru Yano        | 9:27      |             |             |             |  |     |       |       |       |  |
|  | Dan Maff         | Dan Maff         | Toru Yano        | Toru Yano        | 9:27      | Pin         |             |             |  |     |       |       |       |  |
|  | Dan Maff         | Dan Maff         |                  |                  |           |             |             |             |  |     |       |       |       |  |
|  | Toru Yano        | Toru Yano        | 10:38            |                  |           |             |             |             |  |     |       |       |       |  |
|  | Toru Yano        | Toru Yano        | 10:38            |                  | Toru Yano | Toru Yano   | Pin         |             |  |     |       |       |       |  |
|  |                  |                  |                  |                  | Toru Yano | Toru Yano   | Pin         |             |  |     |       |       |       |  |
|  |                  |                  | Yujiro Takahashi | Yujiro Takahashi | 7:47      |             |             |             |  |     |       |       |       |  |
|  | Hideo Saito      | Hideo Saito      | Yujiro Takahashi | Yujiro Takahashi | 7:47      | Pin         |             |             |  |     |       |       |       |  |
|  | Hideo Saito      | Hideo Saito      |                  |                  |           |             |             |             |  |     |       |       |       |  |
|  | Yujiro Takahashi | Yujiro Takahashi | 8:28             |                  |           |             |             |             |  |     |       |       |       |  |
|  | Yujiro Takahashi | Yujiro Takahashi | 8:28             |                  |           |             |             |             |  |     |       |       |       |  |
|  |                  |                  |                  |                  |           |             |             |             |  |     |       |       |       |  |

### Nakamura y elevación

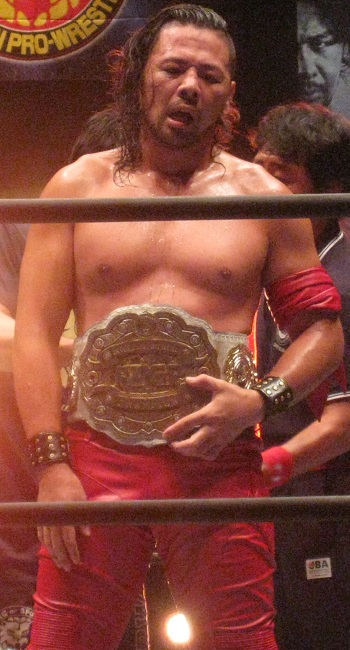
Shinsuke Nakamura quien fue 5 veces campeón entre 2012 y 2016.

Luego de haberse coronado a MVP como campeón inaugural y subsecuentemente a los reinados de Masato Tanaka y Hirooki Goto, el Campeonato Intercontinental de la IWGP fue relegado a ser un título secundario, por debajo del Campeonato Peso Pesado de la IWGP y el Campeonato en Parejas de la IWGP en nivel de importancia. Sin embargo, cuando Shinsuke Nakamura capturó el título de las manos de Goto el 22 de julio de 2012, Nakamura ya era un tres veces Campeón Peso Pesado de la IWGP y, con su primer reinado de 313 días, el campeonato comenzó a ganar importancia. Nakamura también volvió a hacer internacional el título defendiéndolo tanto en Estados Unidos como en México. El 31 de mayo de 2013, mientras estaba de gira con la empresa mexicana Consejo Mundial de Lucha Libre (CMLL), con quien NJPW tiene una relación de trabajo, Nakamura perdió el título ante La Sombra. Esto marcó la primera vez que el título cambió de manos fuera de NJPW. Nakamura recuperó el título en NJPW dos meses después, el 20 de julio, y en el proceso se convirtió en el primer dos veces campeón.
Nakamura continuó elevando al Campeonato Intercontinental de la IWGP, culminando con la lucha por el Campeonato Intercontinental recibiendo una clasificación superior a la del Campeonato Peso Pesado de la IWGP en el evento anual más grande de NJPW, Wrestle Kingdom 8 in Tokyo Dome el 4 de enero de 2014, donde el multicampeón Peso Pesado de la IWGP Hiroshi Tanahashi se convirtió en el nuevo campeón. Posteriormente, Tokyo Sports escribió que el Campeonato Intercontinental y el Peso Pesado ahora eran iguales en nivel de importancia, mientras que Dave Meltzer escribió que Nakamura y Tanahashi hicieron que el Campeonato Intercontinental se sintiera como "el verdadero campeonato mundial". Nakamura recuperó el título de vuelta de las manos de Tanahashi en otro evento principal el 6 de abril en Invasion Attack 2014. La asociación de Nakamura con el campeonato continuó hasta 2016, cuando lo defendió exitosamente ante el excampeón Peso Pesado de la IWGP A.J. Styles en Wrestle Kingdom 10 in Tokyo Dome. El 25 de enero de 2016, Nakamura fue despojado del título debido a su salida de la empresa a fines de ese mes.
Desde 2012 hasta 2016, Nakamura tuvo un récord de cinco reinados con el Campeonato Intercontinental de la IWGP y lo defendió en cuatro eventos consecutivos de Wrestle Kingdom. El título también se asoció con Nakamura, ya que fue él quien introdujo personalmente el diseño actual del cinturón durante su primer reinado en agosto de 2012. Él abiertamente desaprobaba el primer diseño del cinturón con placas de bronce en una correa negra por su parecido a una moneda de 10 yenes y lo vio como una burla hacia la institución de la IWGP. El nuevo diseño presentaba placas de oro en una correa blanca. La correa blanca no tenía precedentes para un campeonato de la IWGP, y simbolizaba una placa limpia para que su titular la definiera. A través de los años, la condición física del cinturón empeoró progresivamente, sobre todo durante el reinado de Tetsuya Naito, quien comenzó a destruir sistemáticamente el cinturón, obligando a NJPW a repararlo en junio de 2017.

## Campeones

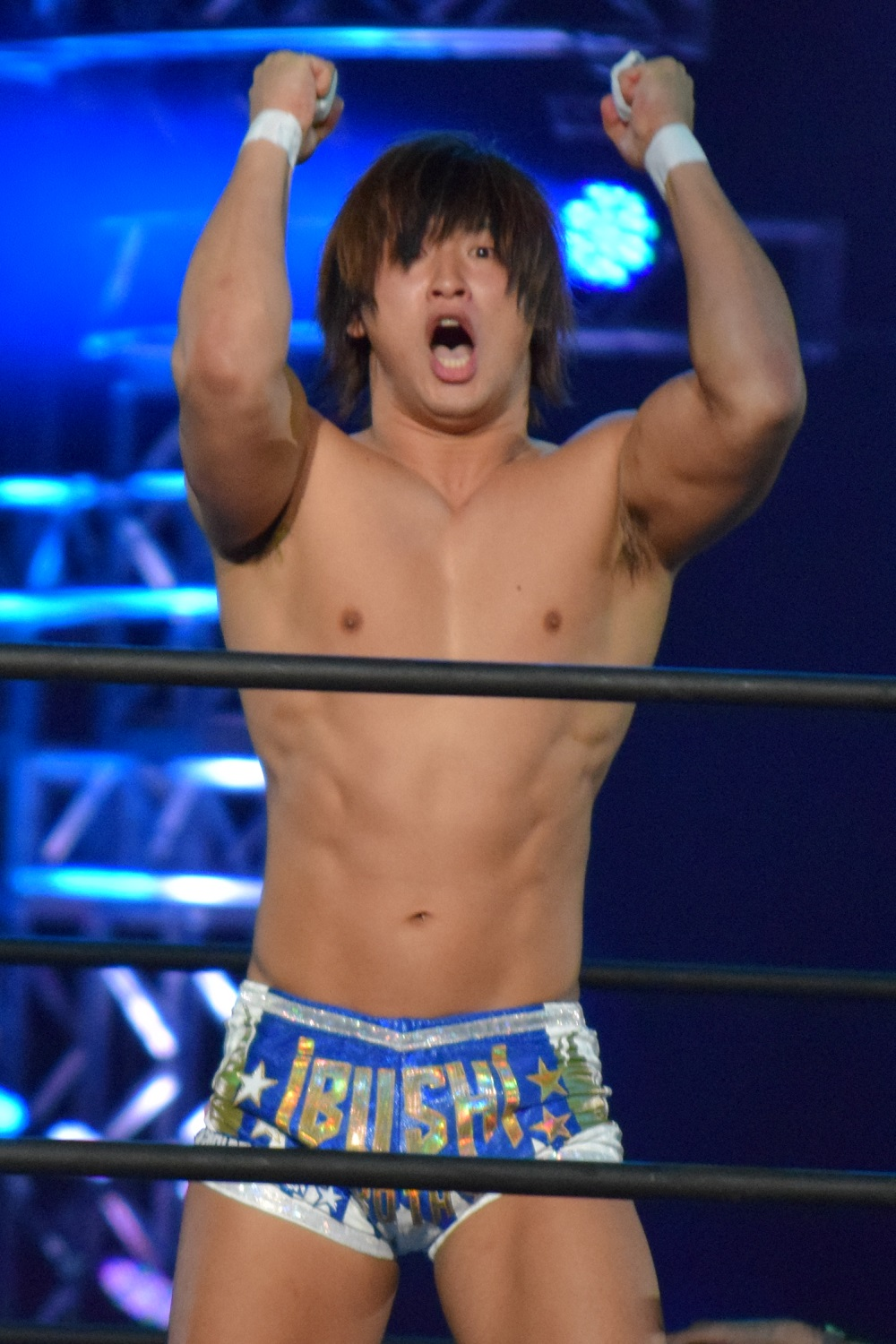
Kota Ibushi fue el último campeón en 2021, unificándolo con el Campeonato Peso Pesado de la IWGP.

El Campeonato Intercontinental de la IWGP es un campeonato secundario creado por la New Japan Pro-Wrestling (NJPW), y fue establecido en 2011. El campeón inaugural fue MVP, quien ganó el título en la final de un torneo al derrotar a Toru Yano el 15 de mayo de 2011 en el evento Invasion Tour, y desde entonces ha habido 15 distintos campeones oficiales, repartidos en 27 reinados en total. Además, el campeonato ha quedado vacante en una ocasión, en su caso debido a la salida de Nakamura de la empresa en su quinto y final reinado. MVP, La Sombra, Bad Luck Fale, Kenny Omega, Michael Elgin, Chris Jericho y Jay White son los siete luchadores no japoneses que han ostentado el título.
El reinado más largo en la historia del título le pertenece a Shinsuke Nakamura, quien mantuvo el campeonato por 313 días entre 2012 y 2013. Por otro lado, el reinado más corto le pertenece a Tetsuya Naito, con solo 41 días en 2018.
En cuanto a los días en total como campeón (un acumulado entre la suma de todos los días de los reinados individuales de cada luchador), Shinsuke Nakamura también posee el primer lugar, con 901 días como campeón entre sus cinco reinados. Le siguen Tetsuya Naito (815 días en sus seis reinados), Hiroshi Tanahashi (322 días entre sus dos reinados), Hirooki Goto (308 días en sus dos reinados), y Chris Jericho (209 días en su único reinado).
El campeón más joven en la historia es La Sombra, quien a los 23 años y 209 días derrotó a Shinsuke Nakamura en el evento Super Viernes del Consejo Mundial de Lucha Libre. En contraparte, el campeón más viejo es Minoru Suzuki, quien a los 49 años y 209 días derrotó a Hiroshi Tanahashi el 27 de enero de 2018 en The New Beginning in Sapporo. En cuanto al peso de los campeones, Bad Luck Fale es el más pesado con 140 kilogramos, mientras que La Sombra es el más liviano con 80 kilogramos.
Por último, Tetsuya Naito es el luchador que más reinados posee con 6, seguido por Shinsuke Nakamura con 5, y seguido de lejos por Hirooki Goto e Hiroshi Tanahashi (2 cada uno).

### Lista de campeones
| N.º | Campeón           | Lucha                    | Lucha                                    | Lucha                    | Estadísticas | Estadísticas | Estadísticas      | Notas y referencias                                                                                   |
| N.º | Campeón           | Fecha                    | Evento                                   | Ubicación                | Reinado      | Días         | Defensas exitosas | Notas y referencias                                                                                   |
| --- | ----------------- | ------------------------ | ---------------------------------------- | ------------------------ | ------------ | ------------ | ----------------- | --- |
| 1   | MVP               | 15 de mayo de 2011       | Invasion Tour 2011: Attack on East Coast | Filadelfia, Pensilvania  | 1            | 148          | 2                 | Derrotó a Toru Yano en la final de un torneo.                                                         |
| 2   | Masato Tanaka     | 10 de octubre de 2011    | Destruction '11                          | Tokio, Japón             | 1            | 125          | 3                 | [ 42 ]                                                                                                |
| 3   | Hirooki Goto      | 12 de febrero de 2012    | The New Beginning                        | Osaka, Japón             | 1            | 161          | 2                 | [ 43 ]                                                                                                |
| 4   | Shinsuke Nakamura | 22 de julio de 2012      | Kizuna Road                              | Yamagata, Japón          | 1            | 313          | 8                 | Este es el reinado más largo de la historia.                                                          |
| 5   | La Sombra         | 31 de mayo de 2013       | CMLL Super Viernes                       | Ciudad de México, México | 1            | 50           | 1                 | Fue un 2-out-of-3 Falls Match.                                                                        |
| 6   | Shinsuke Nakamura | 20 de julio de 2013      | Kizuna Road                              | Akita, Japón             | 2            | 168          | 3                 | [ 46 ]                                                                                                |
| 7   | Hiroshi Tanahashi | 4 de enero de 2014       | Wrestle Kingdom 8                        | Tokio, Japón             | 1            | 92           | 1                 | [ 47 ]                                                                                                |
| 8   | Shinsuke Nakamura | 6 de abril de 2014       | Invasion Attack                          | Tokio, Japón             | 3            | 76           | 1                 | [ 48 ]                                                                                                |
| 9   | Bad Luck Fale     | 21 de junio de 2014      | Dominion 6.21                            | Osaka, Japón             | 1            | 92           | 0                 | [ 49 ]                                                                                                |
| 10  | Shinsuke Nakamura | 21 de septiembre de 2014 | Destruction in Kobe                      | Kōbe, Japón              | 4            | 224          | 3                 | [ 50 ]                                                                                                |
| 11  | Hirooki Goto      | 3 de mayo de 2015        | Wrestling Dontaku                        | Fukuoka, Japón           | 2            | 147          | 1                 | [ 51 ]                                                                                                |
| 12  | Shinsuke Nakamura | 27 de septiembre de 2015 | Destruction in Kobe                      | Kōbe, Japón              | 5            | 120          | 2                 | [ 52 ]                                                                                                |
| —   | Vacante           | 25 de enero de 2016      | —                                        | —                        | —            | —            | —                 | El título fue declarado vacante cuando Nakamura dejó la NJPW.                                         |
| 13  | Kenny Omega       | 14 de febrero de 2016    | The New Beginning in Niigata             | Nagaoka, Japón           | 1            | 126          | 1                 | Derrotó a Hiroshi Tanahashi para ganar el título vacante.                                             |
| 14  | Michael Elgin     | 19 de junio de 2016      | Dominion 6.19                            | Osaka, Japón             | 1            | 98           | 1                 | Fue un Ladder match.                                                                                  |
| 15  | Tetsuya Naito     | 25 de septiembre de 2016 | Destruction in Kobe                      | Kōbe, Japón              | 1            | 259          | 4                 | Esta victoria lo convirtió en el primer Campeón de Tres Coronas.                                      |
| 16  | Hiroshi Tanahashi | 11 de junio de 2017      | Dominion 6.11 in Osaka-jo Hall           | Osaka, Japón             | 2            | 230          | 4                 | [ 56 ]                                                                                                |
| 17  | Minoru Suzuki     | 27 de enero de 2018      | The New Beginning in Sapporo             | Sapporo, Japón           | 1            | 92           | 1                 | [ 57 ]                                                                                                |
| 18  | Tetsuya Naito     | 29 de abril de 2018      | Wrestling Hinokuni                       | Kumamoto, Japón          | 2            | 41           | 0                 | [ 58 ]                                                                                                |
| 19  | Chris Jericho     | 9 de junio de 2018       | Dominion 6.9 in Osaka-jo Hall            | Osaka, Japón             | 1            | 209          | 1                 | [ 59 ]                                                                                                |
| 20  | Tetsuya Naito     | 4 de enero de 2019       | Wrestle Kingdom 13                       | Tokio, Japón             | 3            | 92           | 1                 | Fue un No Disqualification Match.                                                                     |
| 21  | Kota Ibushi       | 6 de abril de 2019       | G1 Supercard                             | Nueva York, Nueva York   | 1            | 64           | 1                 | [ 61 ]                                                                                                |
| 22  | Tetsuya Naito     | 9 de junio de 2019       | Dominion 6.9 in Osaka-jo Hall            | Osaka, Japón             | 4            | 105          | 0                 | [ 62 ]                                                                                                |
| 23  | Jay White         | 22 de septiembre de 2019 | Destruction in Kobe                      | Kōbe, Japón              | 1            | 104          | 1                 | [ 63 ]                                                                                                |
| 24  | Tetsuya Naito     | 4 de enero de 2020       | Wrestle Kingdom 14 Día 1                 | Tokio, Japón             | 5            | 190          | 2                 | [ 64 ]                                                                                                |
| 25  | Evil              | 12 de julio de 2020      | Dominion                                 | Osaka, Japón             | 1            | 48           | 1                 | Fue un Winner Takes All Match, en donde el Campeonato Peso Pesado de la IWGP también estuvo en juego. |
| 26  | Tetsuya Naito     | 29 de agosto de 2020     | Summer Struggle in Jingu                 | Tokio, Japón             | 6            | 128          | 1                 | Fue un Winner Takes All Match, en donde el Campeonato Peso Pesado de la IWGP también estuvo en juego. |
| 27  | Kota Ibushi       | 4 de enero de 2021       | Wrestle Kingdom 15 Día 1                 | Tokio, Japón             | 2            | 59           | 4                 | Fue un Winner Takes All Match, en donde el Campeonato Peso Pesado de la IWGP también estuvo en juego. |
| —   | Unificado         | 4 de marzo de 2021       | —                                        | —                        | —            | —            | —                 | Con el Campeonato Peso Pesado de la IWGP formando el Campeonato Mundial Peso Pesado de la IWGP.       |

### Total de días con el título
La siguiente lista muestra el total de días que un luchador ha poseído el campeonato, si se suman todos los reinados que posee. 

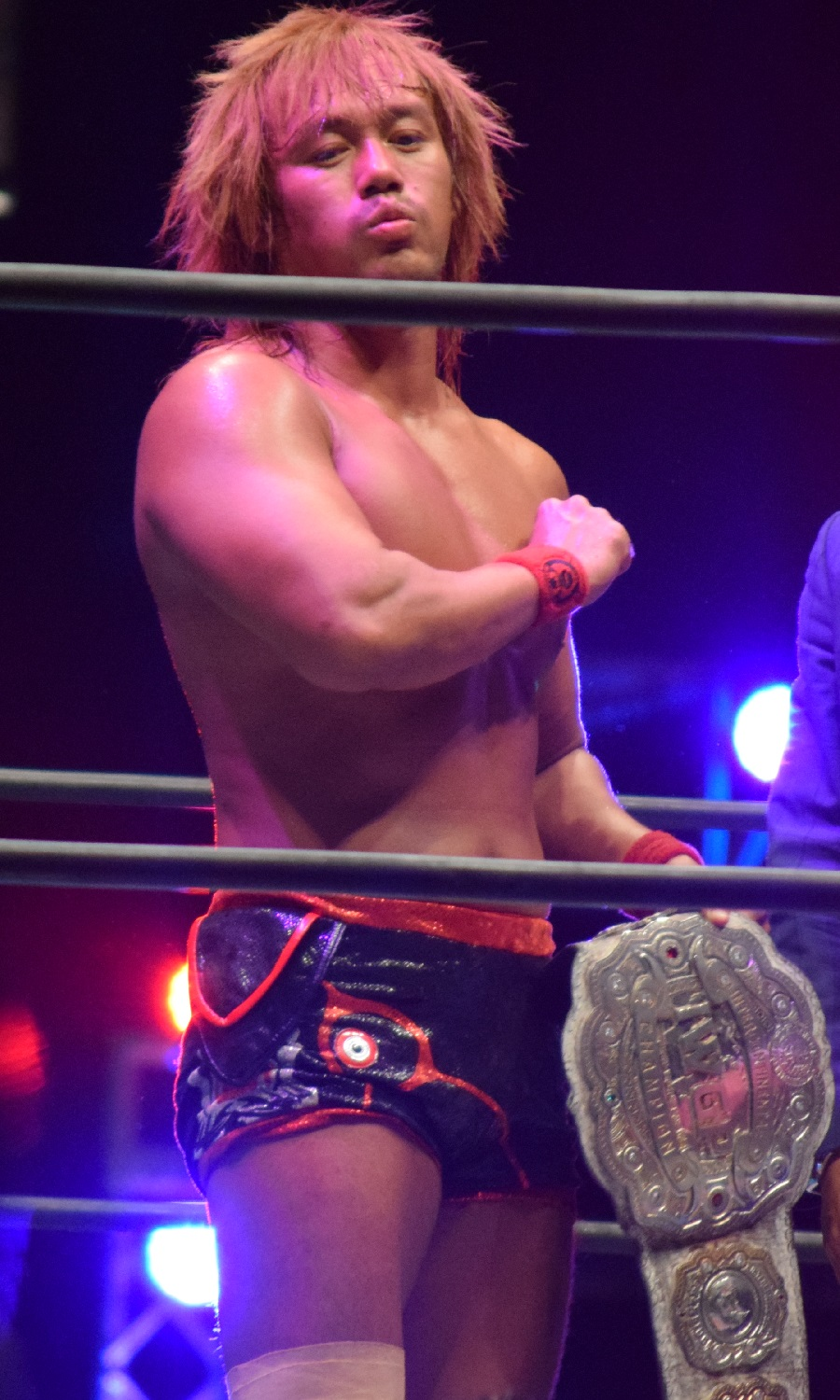
Tetsuya Naito posee el récord de más reinados con seis y es el segundo con el mayor número de días acumulativos como campeón.

| + | Indica al campeón actual |

| N.º | Campeón           | Reinados | Núm. defensas | Total de días |
| --- | ----------------- | -------- | ------------- | ------------- |
| 1   | Shinsuke Nakamura | 5        | 17            | 901           |
| 2   | Tetsuya Naito     | 6        | 8             | 815           |
| 3   | Hiroshi Tanahashi | 2        | 5             | 322           |
| 4   | Hirooki Goto      | 2        | 3             | 308           |
| 5   | Chris Jericho     | 1        | 1             | 209           |
| 6   | MVP               | 1        | 2             | 148           |
| 7   | Kenny Omega       | 1        | 1             | 126           |
| 8   | Masato Tanaka     | 1        | 3             | 125           |
| 9   | Kota Ibushi       | 2        | 5             | 123           |
| 10  | Jay White         | 1        | 1             | 104           |
| 11  | Michael Elgin     | 1        | 1             | 98            |
| 12  | Minoru Suzuki     | 1        | 1             | 92            |
| 12  | Bad Luck Fale     | 1        | 0             | 92            |
| 14  | La Sombra         | 1        | 1             | 50            |
| 15  | Evil              | 1        | 1             | 48            |

### Mayor cantidad de reinados
| Reinados | Luchador (es)                                |
| -------- | -------------------------------------------- |
| 6 veces  | Tetsuya Naito                                |
| 5 veces  | Shinsuke Nakamura                            |
| 2 veces  | Hirooki Goto, Hiroshi Tanahashi, Kota Ibushi |